# گوداچی
گوداچی (به لاتین: Gudachi) یک منطقهٔ مسکونی در روسیه است که در استان آمور واقع شده‌است.